# Schutzengelkapelle St. Gallen

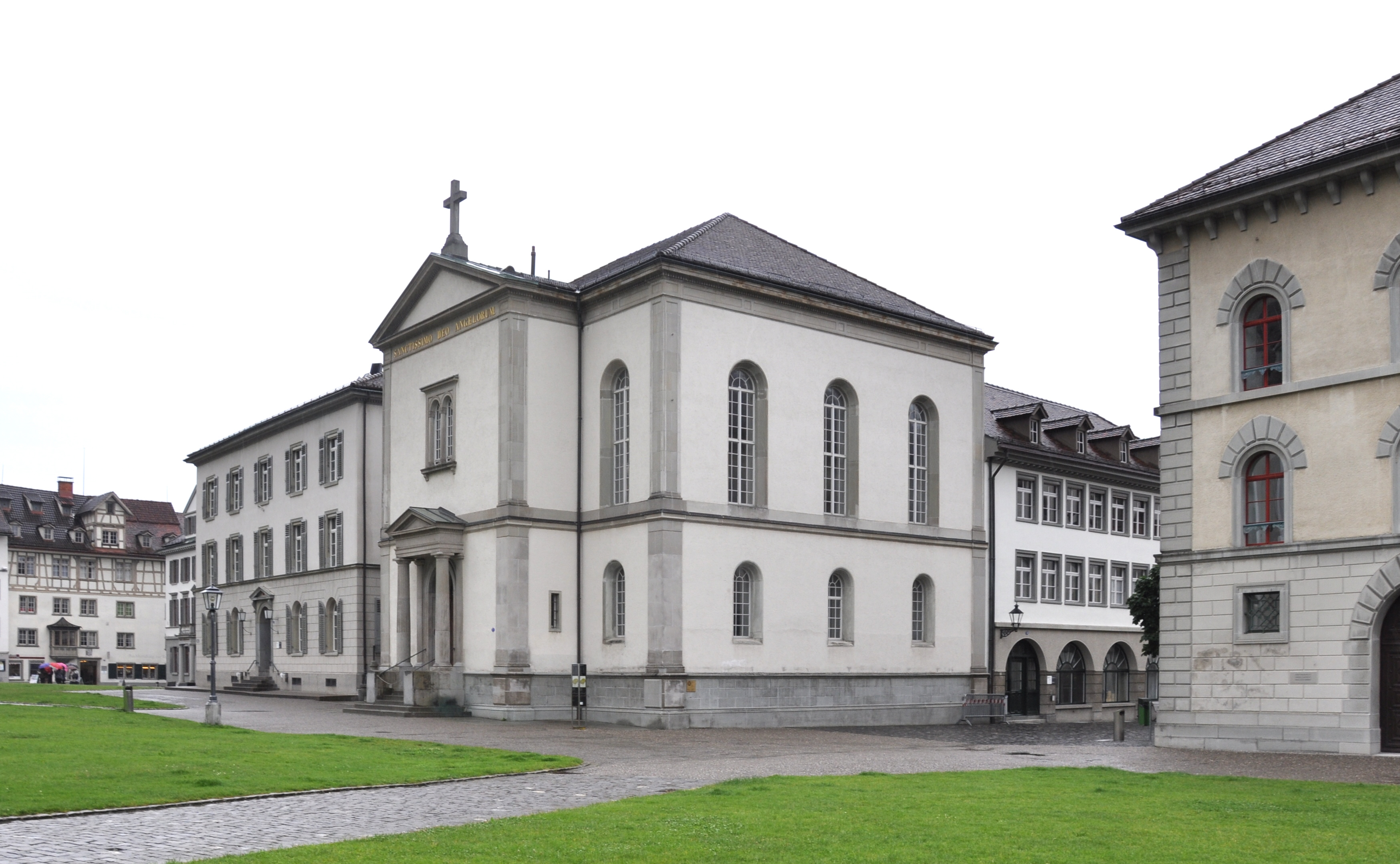
Kinder- bzw. Schutzengelkapelle am Klosterhof in St. Gallen (2013)

Die Schutzengelkapelle, auch Kinderkapelle, ist eine katholische Kapelle im Bereich des Stiftsbezirks in St. Gallen. Sie stellt die nördliche Begrenzung des Stiftsbezirks dar und wurde 1843 bis 1846 von Felix Wilhelm Kubly für die Katholische Administration erbaut. Heute gehört die Kapelle der Katholischen Kirchgemeinde St. Gallen und ist Teil der Dompfarrei. Sie ist schlicht gestaltet und dient unter anderem für Familien- und Schulgottesdienste, Taufen, Hochzeiten und zum Unterrichten der Orgelstudierenden der Diözesanen Kirchenmusikschule St. Gallen.

## Geschichte
Ursprünglich befand sich am Westende des Münsterbaukomplexes eine Otmarskapelle. Sie bot Raum für Taufen, Hochzeiten, die Kinderlehre und die Beichte von Schwerhörigen. In der Zeit des Neubaus der Stiftskirche wurde in den Jahren 1764 bis 1766 durch Vorarlberger Baumeister im Klosterhof eine neue barocke Nebenkapelle errichtet, welche die gleichen Zwecke erfüllen sollte. Als Schutzengelkapelle war sie der Verehrung der Schutzengel gewidmet. Über ihr Aussehen ist wenig bekannt, doch es dürfte sich um eine Rotunde mit hohen Fenstern gehandelt haben. Diese erste Schutzengelkapelle wurde 1807 zusammen mit der nahen Klostermauer abgebrochen.

Die Schutzengelkapelle zwischen dem Schulhaus und dem Zeughaus (um 1911)

Um 1830 entwickelte die Katholische Administration erste Pläne zur Überbauung der Nordseite des Klosterplatzes. Zuerst wurde 1838 das Katholische Schulhaus erbaut. Zwischen dem Schulhaus und dem kantonalen Zeughaus, dessen Pläne ebenfalls von Felix Wilhelm Kubly stammen, stand noch das Bruderhaus des ehemaligen Klosters. Dieses musste ab 1843 der neuen Schutzengelkapelle weichen. Kubly schuf einen spätklassizistischen Bau mit Anlehnungen an die Renaissance. 
1970 wurde die Schutzengelkapelle vom Katholischen Konfessionsteil an die Kirchgemeinde übertragen und eine mehrjährige Renovation sowie Umgestaltung begonnen. Der Schmuck der Altarwand wurde durch eine kühle, hellgraue Farbe ersetzt. 2003 nahm das Architekturbüro Bayer Partner AG eine weitere Innenrenovation vor. Für die Neugestaltung der Altarwand, die wieder stärker geschmückt werden sollte, veranstaltete man einen Künstlerwettbewerb, aus dem Josef Ammann als Sieger hervorging. Seine Farbgestaltung nimmt Bezug auf Ostern und die Freude der Auferstehung.
Bei der Aussenrenovation 2019 wurde das Relief im Tympanon wiederhergestellt. Es wurde vom Bildhauer Johann Jakob Oechslin entworfen und zeigt einen Hostienkelch, der von Blattranken umgeben ist. Auch die Fassade wurde so weit wie möglich in den Ursprungszustand versetzt, unter anderem durch einen neuen Kalkputz.

## Beschreibung

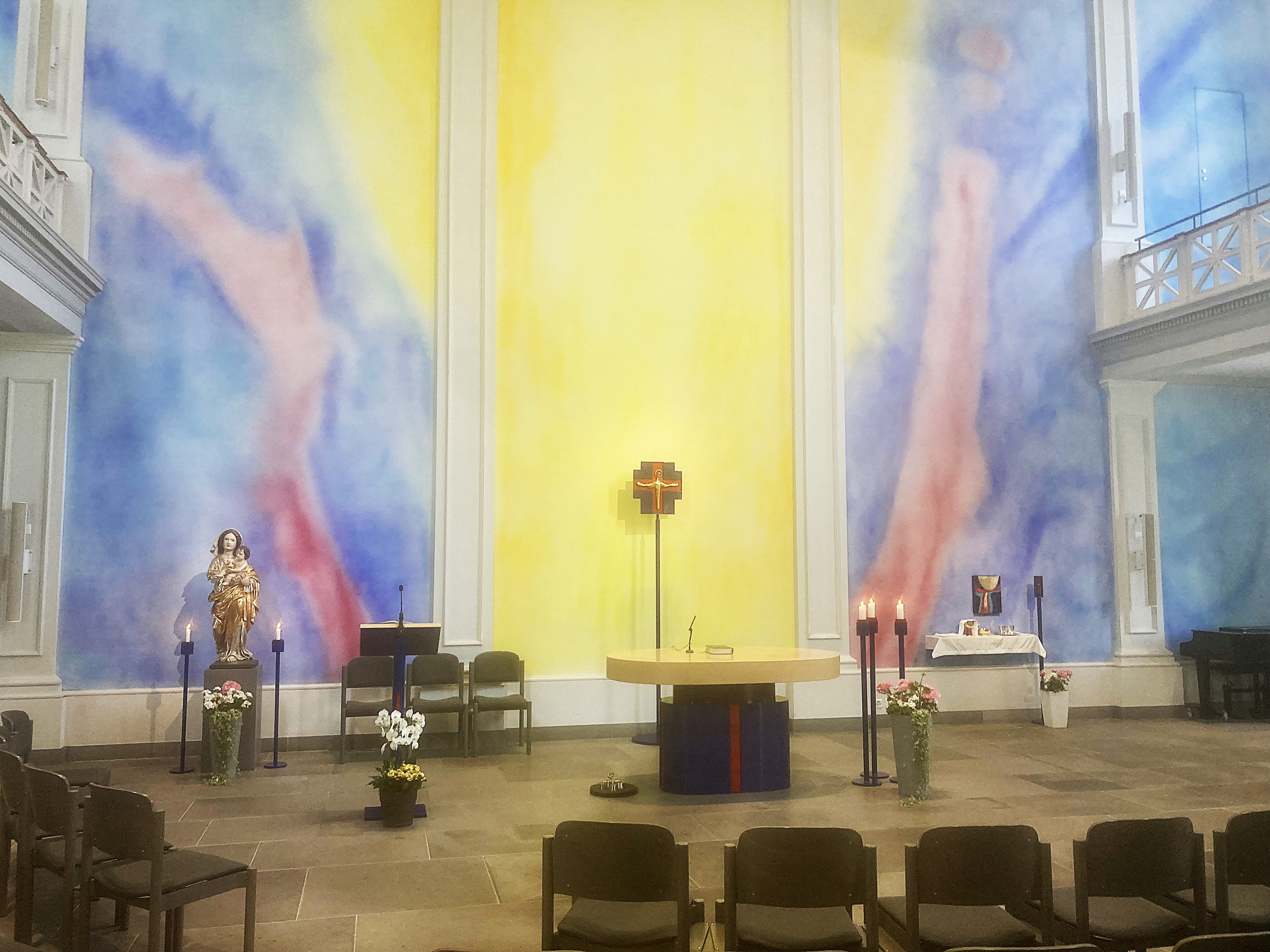
Altarwand der Schutzengelkapelle (2025)

Das kubische, zweigeschossige Gebäude mit Walmdach ist überwiegend in Weisstönen gehalten und bietet für rund 120 Personen Platz. Die Hauptfront zum Klosterhof betont ein übergiebelter Risalit mit vorgestelltem Portikus und einer Freitreppe. Um das Gebäude als Sakralbau zu kennzeichnen, thronte über dem Giebel einst eine Figur der Fides mit Kreuz, flankiert von zwei Engeln. Heute steht an gleicher Stelle ein einfaches Kreuz.
Der hohe Innenraum ist an drei Seiten von einer auf Säulen ruhenden Empore umgeben. Die heute farbig bemalte Altarwand schmückte einst ein Altar mit darüber befindlichem Tabernakel und seitlich angeordneten Engelskulpturen. Das Altarbild zeigte Christus mit ausgebreiteten Armen. Es wurde von Melchior Paul von Deschwanden im Nazarenerstil gemalt. Das 1970 freigelegte Deckengemälde stellt die Geburt Christi dar. Davor befand sich darüber ein 1847 gemaltes Deckenbild der Auffindung Jesu im Tempel von Anton Bütler.

## Späth-Orgel (1971)

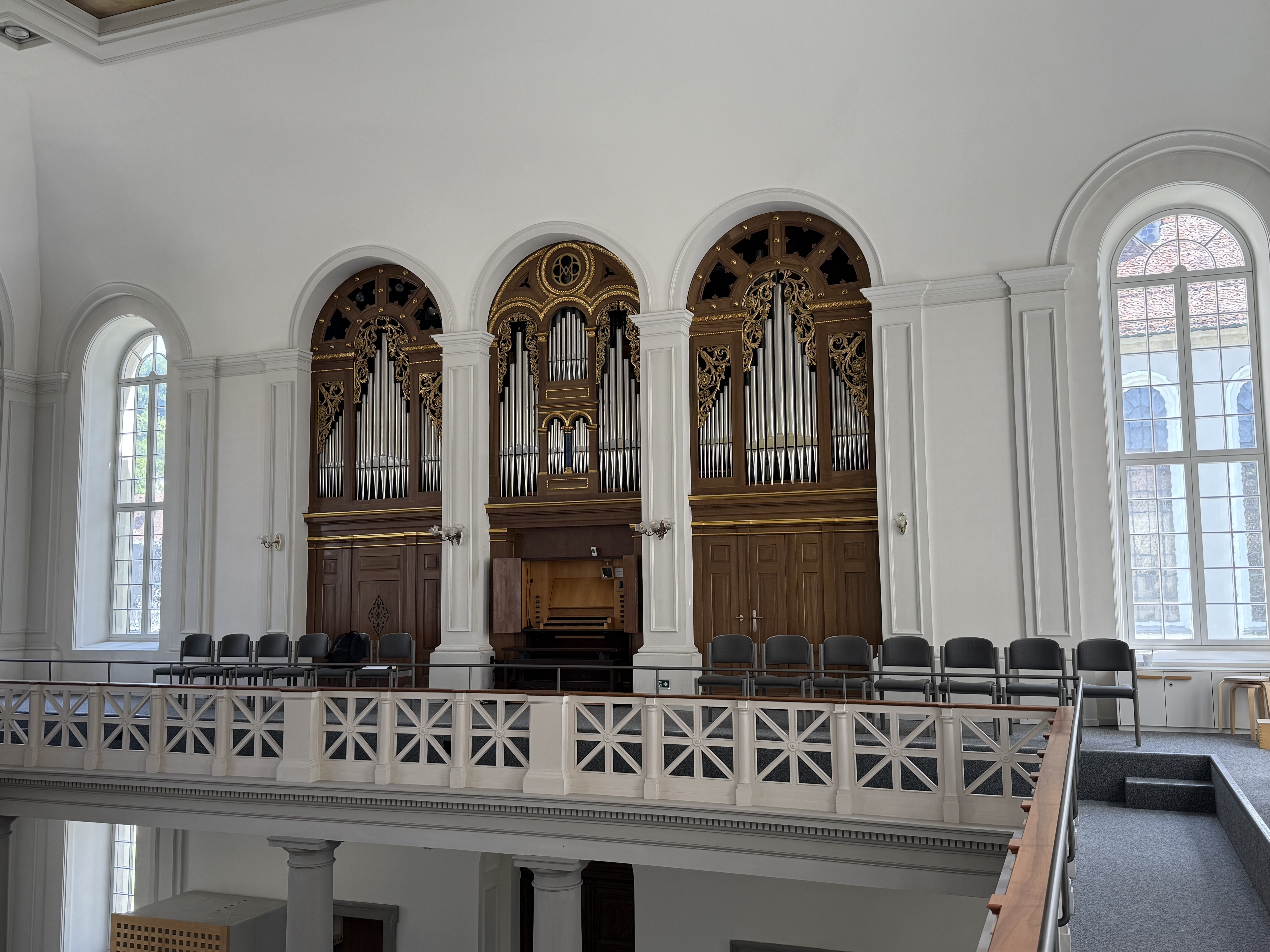
Späth-Orgel (2025).

1971 baute Späth Orgelbau im erhaltenen Orgelgehäuse von Thomas Sylvester Walpen (aus dem Jahre 1849) gegenüber der Altarwand auf der Empore eine neue Orgel (Schleifladen, mechanische Spiel- und Registertraktur) mit 12 Registern auf zwei Manualen und Pedal. 2022 führte die Erbauerfirma eine Revision und Dispositionsänderungen durch; seitdem hat das Instrument 13 Register. Die Disposition:
| I Hauptwerk C–g3 |       |
| Suavial          | 8′    |
| Rohrflöte        | 8′    |
| Prinzipal        | 4′    |
| Oktave           | 2’    |
| Quinte           | 1 ⁄3’ |

| II Positiv C–g3 |    |
| Gedackt         | 8′ |
| Gemshorn        | 4′ |
| Schwiegel       | 2′ |
| Zimbel          | 1′ |

| Pedal C–f1 |     |
| Subbass    | 16′ |
| Prinzipal  | 8′  |
| Spitzflöte | 8′  |
| Pommer     | 4′  |

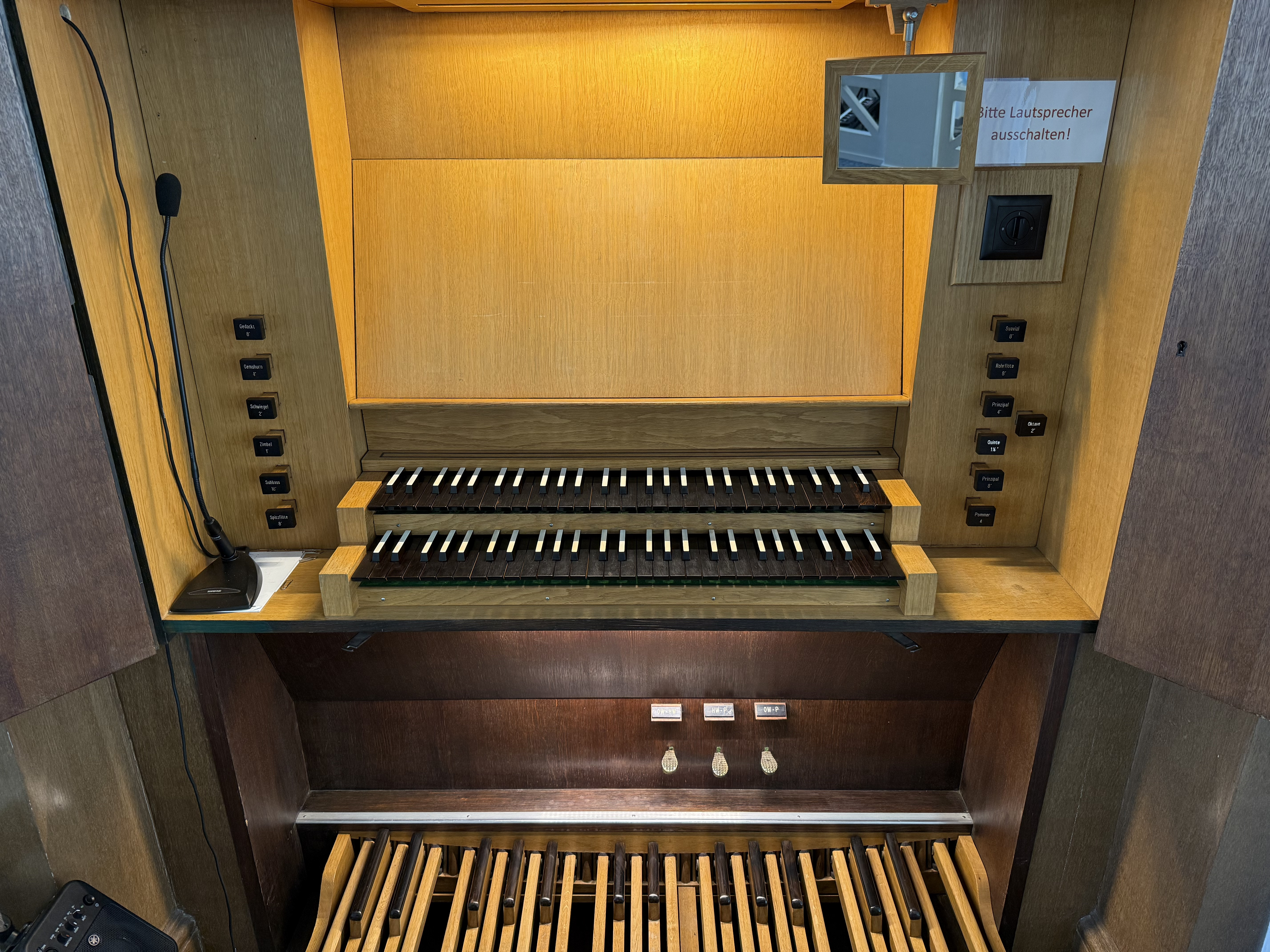
Spielschrank (2025).

- Koppeln (mechanisch, als Tritte): II/I, I/P, II/P.